# Maximilian Nisi
Maximilian Nisi (Faenza, 15 settembre 1970) è un attore e regista teatrale italiano.

## Biografia
Nato a Faenza, dopo pochi mesi si trasferisce con la famiglia a Torino dove trascorre la sua infanzia e la sua adolescenza. Nel 1990 viene ammesso alla Scuola del Teatro d'Europa di Milano diretta da Giorgio Strehler, dove tre anni più tardi consegue il diploma da attore. Durante il suo corso di studi al Piccolo Teatro conosce Klaus Maria Brandauer, Marcel Marceau, Carolyn Carlson, Lindsay Kemp e Micha van Hoecke, artisti che di passaggio da Milano erano soliti incontrare gli allievi della Scuola di Strehler, personalità forti che hanno contribuito profondamente alla sua crescita artistica. Nel 1995 si trasferisce a Roma per seguire il Corso di Perfezionamento per Attori presso il Teatro di Roma, diretto da Luca Ronconi. In quell'occasione lavora con Peter Stein, Federico Tiezzi, Piero Maccarinelli e segue i corsi di Storia del Teatro tenuti da Franco Quadri. Nel gennaio 2024 viene nominato Direttore Artistico del Festival Teatrale di Borgio Verezzi. Attualmente vive tra Roma e Milano.

## Teatro
Fondamentali per la sua formazione sono stati due registi: Giorgio Strehler da cui ha appreso la poesia, il rigore e la passione necessaria ad un discorso teatrale e Luca Ronconi grazie al quale ha compreso l'importanza del rapporto tra un testo e la lingua in cui è stato scritto.
Significativo è stato l'incontro con il greco Terzopoulos, sotto la cui regia interpreta il ruolo di Emone nell'"Antigone" di Sofocle per il Teatro Olimpico di Vicenza interpretazione che gli vale il Premio Lauro Olimpico nel 1995. Apprezzato dalla critica, lo spettacolo è in seguito portato in tournée in Grecia, Cina, Giappone e Corea.
Nel 1997 è scelto da Sandro Sequi per interpretare Billy Budd, il suo primo ruolo da protagonista. A oggi quella fu la prima ed unica trasposizione teatrale dell'omonimo romanzo di Herman Melville in Italia. Lo spettacolo vale a Nisi il Premio Lorenzo il Magnifico assegnatogli dell'Accademia Internazionale Medicea di Firenze nel 1999. 
Passando da Savary, Lavia, Scaparro, Calenda, Zanussi, Cavani, Mauri, Lamanna, Marini, Bernardi, Menegatti e molti altri registi che l'hanno diretto in produzioni nazionali ed internazionali nel 2012 lavora con il russo Anatolij Vassilev nell'Edipo Re nel ruolo del titolo, in quella che forse è stata una delle sue più significative esperienze artistiche. Nel 2019 nel mese di maggio gli viene conferito per la sezione Teatro d'autore il Premio Internazionale Napoli Cultural Classic e nel mese di ottobre il Premio Internazionale Bronzi di Riace-Teatro. Nell'agosto 2021 ritira al 55 Festival di Borgio Verezzi la menzione speciale della Camera di Commercio Riviere di Liguria per lo spettacolo Giuda per «l’alto livello dell’interpretazione» e nel 2022 il Premio Confcommercio. 
Nel 1990 partecipa al workshop di psicodramma e psicocinema Giocare il Sogno Filmare il Gioco di Ottavio Rosati del Teatro Stabile di Torino con Milena Vukotic, Alessandro Haber e Rosalia Maggio. 
È stato uno degli insegnanti di recitazione di Artès, scuola diretta da Enrico Brignano e dell'Action Academy di Roma.

## Cinema
Dopo aver debuttato nel 1993 nel Faust di Goethe, regia di Giorgio Strehler al Piccolo Teatro di Milano, lavora per molti anni esclusivamente in teatro. Solo successivamente approda alla televisione e, in maniera minore, al cinema recitando in Mario e il mago, La sindrome di Stendhal, Marciando nel buio, Il partigiano Johnny, Milonga e Un Aldo qualunque.

## Televisione
Numerose le produzioni televisive a cui ha preso parte, spesso da protagonista o coprotagonista, inizialmente in RAI dove recita in alcune serie tv come Occhio di Falco, La Squadra e soprattutto nella soap opera Un posto al sole dove interpreta Marco Altieri, il fratello scapestrato di Michele Saviani. In seguito fa parte del cast della nona e decima stagione di Incantesimo nel ruolo di Luigi De Paoli, l'amministratore della Clinica Life.
Per le reti Mediaset è stato co-protagonista nelle serie tv La dottoressa Giò nell'episodio "Due vite da salvare", regia di Filippo De Luigi, Giornalisti, regia di Donatella Maiorca e Il Bello delle donne, regia di Maurizio Ponzi, dove ha interpretato il ruolo di Adriano Aiesi. Ha preso parte anche alle serie televisive Caterina e le sue figlie 2, regia Vincenzo Terracciano, Il peccato e la Vergogna, regia di Alessio Inturri e Luigi Parisi e E poi c'è Filippo, regia di Maurizio Ponzi.
Ha lavorato inoltre diretto da Pier Francesco Pingitore nel film tv Di che peccato sei?
Sempre per le Reti Mediaset ha letto testi sacri per quasi vent'anni nella trasmissione a tema religioso Le frontiere dello spirito condotta dal Cardinal Gianfranco Ravasi.

## Regista
Nisi ha curato la regia de Le memorie di un fanciullo, spettacolo tratto dal romanzo L'isola di Arturo di Elsa Morante, che ha aperto la quarantottesima edizione del Festival teatrale di Borgio Verezzi.
Donne in fuga Les Fugueuses di Pierre Palmade e Christophe Duthuron. Produzione La Contrada - Teatro Stabile di Trieste (2025)

## Teatrografia parziale
- Faust Frammenti, Johann Wolfgang von Goethe, regia di Giorgio Strehler (1992)
- I giganti della montagna, Luigi Pirandello, regia di Giorgio Strehler (1994)
- Sissi, Roberto Cavosi, regia di Marco Bernardi (1994)
- Antigone, Sofocle, regia di Teodoros Terzopoulos (1994)
- L'idiota, Fëdor Dostoevskij, regia di Glauco Mauri (1994)
- Peer Gynt, Henrik Ibsen, regia di Luca Ronconi (1995)
- La tempesta, William Shakespeare, regia di Glauco Mauri (1995)
- Edipo Re - Edipo a Colono, Sofocle, regia di Glauco Mauri (1996)
- Riccardo II, William Shakespeare, regia di Gabriele Lavia (1996)
- Lorenzaccio, Alfred de Musset, regia di Maurizio Scaparro (1996)
- Billy Budd, Herman Melville, regia di Sandro Sequi (1997)
- Lorenzaccio, Alfred de Musset, regia di Maurizio Scaparro (1997)
- Rappresentazione della Passione, Maria Jacopa Fiora, regia di Antonio Calenda (1998)
- L'uomo che vide. Francesco d'Assisi, Joseph Delteil, regia di Krzysztof Zanussi (1998)
- Herodias in Salomè, Rocco Familiari regia di Krzysztof Zanussi (1998)
- Il cavaliere di ventura, Roberto Cavosi, regia di Beppe Menegatti (1998)
- Mozart e Salieri, Aleksandr Sergeevič Puškin, regia di T. Chkheidze (1999)
- L'avaro, Molière, regia di Jerome Savary (2001)
- Don Giovanni, Tirso de Molina, regia di Maurizio Scaparro (2001)
- Visiting Mr. Green, di Jeff Baron, regia di Mario Mattia Giorgetti (2004)
- Il mercante di Venezia, William Shakespeare, regia di Mario Mattia Giorgetti (2004)
- Amphitryon, Heinrich von Kleist, regia di Franco Ricordi (2005)
- Enrico IV, William Shakespeare, regia di Marco Bernardi, (2005)
- La vedova scaltra, Carlo Goldoni, regia di Marco Bernardi (2006)
- Il custode, Harold Pinter, regia di Pierpaolo Sepe (2007)
- L'impresario delle Smirne, Carlo Goldoni, regia di Massimo Belli (2008)
- Amleto, William Shakespeare, regia di Piergiorgio Piccoli (2010)
- La locandiera, Carlo Goldoni, regia di Giuseppe Marini (2013)
- Who the Fuck Started All This, Dejan Dukovski, regia di Alessio Pizzech (2017)
- Il piacere dell'onestà, Luigi Pirandello, regia di Liliana Cavani (2018)
- Un autunno di fuoco, Eric Coble, regia di Marcello Cotugno (2018)
- A spasso con Daisy, Alfred Uhry, regia di Guglielmo Ferro (2022)
- Un sogno ad Istanbul, Alberto Bassetti da Paolo Rumiz, regia di Alessio Pizzech (2023)

## Filmografia parziale

### Cinema
- Mario e il mago, regia di Klaus Maria Brandauer (1994)
- Marciando nel buio, regia di Massimo Spano (1995)
- La sindrome di Stendhal, regia di Dario Argento (1995)
- Milonga, regia di Emidio Greco (1998)
- Il partigiano Johnny, regia di Guido Chiesa (1999)
- The Rome Time Elevator, regia di Gabi Bibliowicz (2000)
- Un Aldo qualunque, regia di Dario Migliardi (2001)

### Televisione
- Una questione privata, regia di Alberto Negrin, film TV (1991)
- Occhio di falco, regia di Vittorio De Sisti, miniserie TV (1995)
- La dottoressa Giò, nell'episodio Due vite da salvare, regia di Filippo De Luigi (1998)
- Giornalisti, regia di Donatella Maiorca, miniserie TV (1999)
- La Squadra, regia di Giorgio Molteni - Serie TV (1999)
- Un posto al sole, regia di Stefano Amatucci - Serie TV (2001)
- Il bello delle donne, regia di Maurizio Ponzi - Serie TV (2001)
- La notte di Pasquino, regia di Luigi Magni - film TV (2002)
- E poi c'è Filippo, regia di Maurizio Ponzi - miniserie TV (2004)
- Di che peccato sei?, regia di Pier Francesco Pingitore - Film TV (2006)
- Caterina e le sue figlie 2, regia di Vincenzo Terracciano - serie TV (2006)
- Incantesimo - Serie TV (2006-2007)
- Terapia d'urgenza - Morire d'amore, regia di Lucio Gaudino - miniserie TV (2008)
- Il peccato e la vergogna, regia di Luigi Parisi e Alessio Inturri - miniserie TV (2011)